# Diagonaalpad
Diagonaalpad (LAW 1) is de aanduiding voor een lange-afstand-wandelpad dat diagonaal door Nederland loopt van het noordoosten naar het zuidwesten. Het bestaat uit drie delen die ieder in een apart boekje beschreven zijn. De drie delen zijn:
|         | Pad              | Route                 | Lengte        |
| ------- | ---------------- | --------------------- | ------------- |
| LAW 1-1 | Friese Woudenpad | Lauwersoog-Steenwijk  | 163 kilometer |
| LAW 1-2 | Pionierspad      | Steenwijk-Muiden      | 208 kilometer |
| LAW 1-3 | Floris V-pad     | Muiden-Bergen op Zoom | 245 kilometer |
| Totaal  | Totaal           | Totaal                | 616 kilometer |

De aanduiding "Diagonaalpad" is enkele jaren niet gebruikt; de drie delen zijn tevens onder hun eigen naam bekend. Deze vormen samen dezelfde diagonaal door Nederland. Sedert 2024 wordt de naam weer gehanteerd.
Het Diagonaalpad vormde het traject van een wandeling door Arnout Hauben in 2022, onderwerp van het tweede seizoen van het programma Dwars door de Lage Landen.
1-1: Friese Woudenpad ·
1-2: Pionierspad ·
1-3: Floris V-pad ·
2: Trekvogelpad ·
3: Marskramerpad ·
4: Maarten van Rossumpad ·
5-1 t/m 5-3:Nederlands Kustpad ·
6: Grote Rivierenpad ·
7: Pelgrimspad ·
8: Zuiderzeepad ·
9: Pieterpad ·
10: Noaberpad ·
11: Grenslandpad ·
12: Overijssels Havezatenpad ·
13:Hertogenpad ·
14: Groot Frieslandpad ·
15: Westerborkpad ·
16: Romeinse Limespad ·
17: Waterliniepad